# هتل سنت پنکراس رنسانس لندن
هتل سنت پنکراس رنسانس لندن (انگلیسی: St. Pancras Renaissance London Hotel)، یک هتل در شهر لندن در انگلستان در بریتانیا است.
این هتل که در کنار ایستگاه راه‌آهن سنت پنکراس قرار دارد و دارای ۲۰۷ اتاق و ۳۸ سوئیت می‌باشد، ساختمان هتل در سال ۱۸۷۳، توسط جورج گیلبرت اسکات، معمار بریتانیایی ساخته شده است.

## نگارخانه
- نمایی از هتل در سال ۱۹۲۸
- احداث قسمت جدید ساختمان
- پلکان بزرگ جورج گیلبرت اسکات در داخل هتل سنت پانکراس رنسانس
- دهلیز هتل سنت پانکراس رنسانس که سابقاً مسیر ورودی تاکسی به ایستگاه سنت پانکراس بود